# Суфражизм та жіноча мода
Суфражизм (рух за жіноче виборче право) у західному світі вплинув на зміни в жіночій моді на початку 1900-х років. Завдяки йому зявилися жіночі штани, чоловічі силуети, виник популярний стиль Flapper.

## Перші жіночі штани

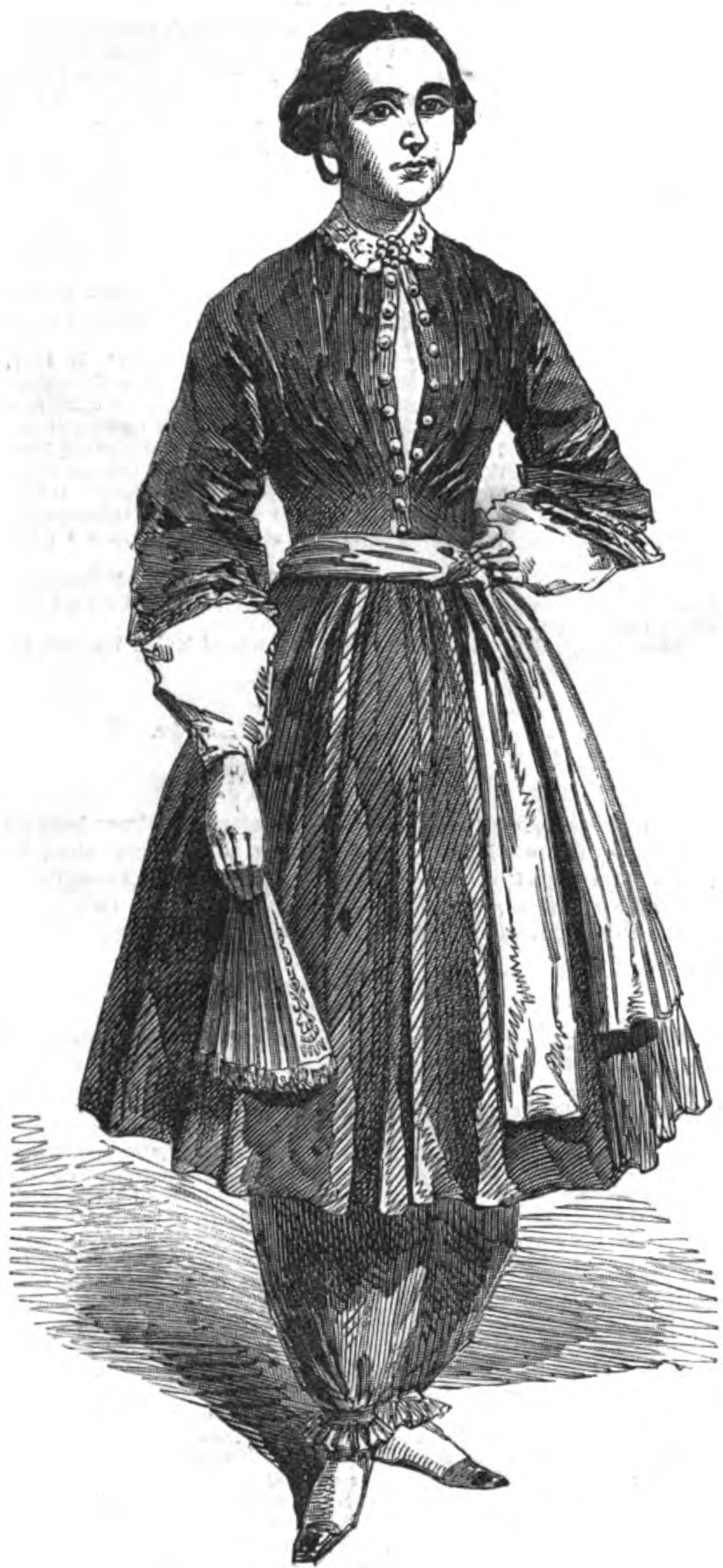
Амелія Блумер в «костюмі свободи».

Жінки кінця 19-го століття змінили свій стиль від великих вікторіанських суконь до більш «керованого, практичного, обтічного вбрання для сучасних жінок, щоб брати участь у активному житті.» До суфражистського руху загальний консенсус стверджував, що жінки фізично слабші за чоловіків, тому їм не рекомендувалося займатися спортом. Проте зі зростанням кількості жінок на протестах деякі медичні експерти почали стверджувати, що легка фізична активність для жінки корисна. Збільшувався випуск відповідного одягу, який називається раціональним одягом. 
Одним зі специфічних предметів одягу були спортивні панталони або жіночі шаровари. Вперше одягнені в Америці в 1850-х як суфражистська заява Амелії Блумер, вони перетворилися на ідеальний костюм для велосипедисток (ця діяльність вважалася прийнятною для жінок наприкінці 19 століття). Визнані найбільш підходящим для занять спортом і активного відпочинку, вони поклали початок появі жіночих штанів як звичайного предмету одягу.

## Воєнний прогрес і беклеш
В ході Першої світової війни жінки почали працювати на фабриках, починаючи з робіт, які не могли виконувати чоловіки. У результаті почалася реформа одягу, в рамках якої активістки стверджували, що одяг має пропонувати зручність, а не комфорт, щоб виконувати роботу ефективніше. Відповідно, мода стала менш обмеженою за вікторіанські сукні і вимагала менше тканини для виготовлення, заощаджуючи такі необхідні ресурси. Як писала в статті Лаура Доан, нещодавно віднайдена свобода жінок каталізувала використання ними більш маскулінізованих моди та стилю.
Однак після закінчення війни ця прогресивна тенденція була повністю нівельована, оскільки чоловіки не сприйняли нової жіночої моди. Все повернулося до традиційного жіночого стилю, відповідаючи жорстким стандартам краси та соціальним стандартам того часу. Типова жіноча мода залишалася дуже фемінною: «Від світської леді до фабричної „дівчини“ кожна жінка носила капелюшок, панчохи, черевики та рукавички в усі пори року».

## Стиль флепер

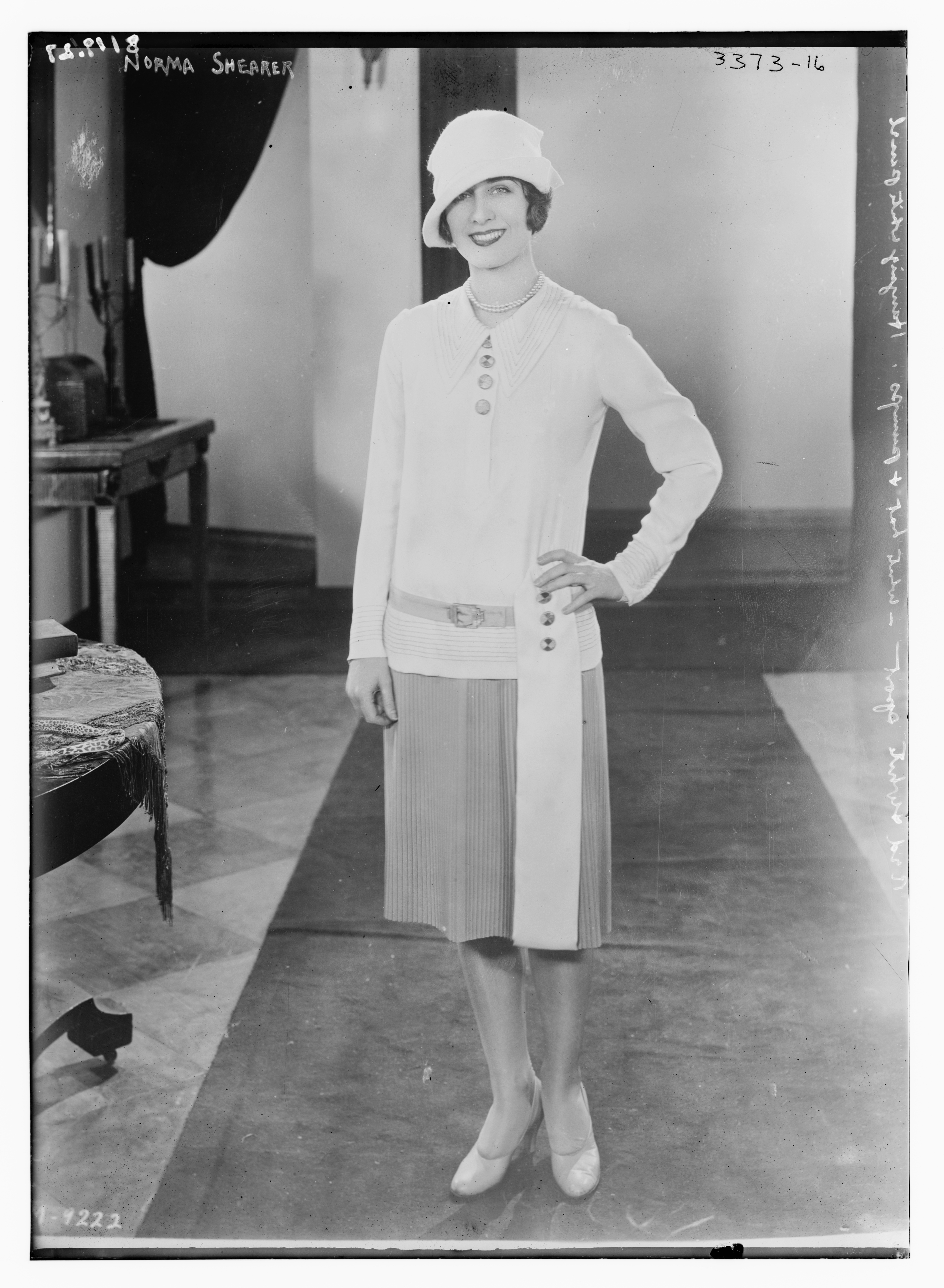
Норма Ширер, 1927

При цьому розвивалася мода Нової Жінки, яка парадоксально відкидала шарм короткими стрижками, важчим макіяжем і хлоп'ячою поставою. Спрощений, прямий стиль флеперок був популяризований Коко Шанель, яку дещо іронічно згадують як «модну, але не передову», як спосіб звільнити жінок від непрактичних моделей, які заважали сучасним жінкам займатися фізичною діяльністю. «Новознайдена свобода дихати та ходити спонукала до виходу з дому, і Flapper сповна скористався цим».
У прогресивну епоху жіноча мода в США змінилася на традиційні чоловічі стилі. Штани стали широко поширеними, а бейсболістки носили під офіційною формою трусики. Інші модні тенденції включали прикраси з перлами та мініатюрні сумочки, популяризовані Коко Шанель. Французькі дизайни стали надзвичайно популярними в цей час, однак їх дуже мало поставляли, тому лише заможні жінки могли дозволити собі речі безпосередньо з Франції. Журнали скористалися цим, продаючи викрійки, що імітували ці стилі.
Популяризація стилю флепер відбулася завдяки кіно, радіо та ЗМІ. Акторки німого кіно Metro-Goldyn-Mayer 1920-1930-х, зокрема Клара Боу, Норма Ширер, Грета Гарбо та Джоан Кроуфорд, вплинули на американську жіночу моду. Новий фасон відкривав зони, які раніше були приховані, включаючи коліна, оскільки панчохи більше не були обов'язковими. Флеперки також були відомі «хлоп'ячою» зовнішністю, короткими зачісками, капелюхами-клош та трубчастим одягом, включаючи джемпери-блузи, які приховували фігуру. Більше не вимагалося використання корсету: популярним став силует «без талії, без бюсту та без стегон». Популярні аксесуари включали «браслет на ремінці» від Cartier і «модні прикраси» Міріам Гаскелл. Не вся флапер-мода була послідовною: так, поділ суконь змінювався щороку. У 1923 сукні були майже до підлоги, а в 1925 довжиною до коліна.
Термін «хлопка»[уточнити] спочатку описував молодих жінок робітничого класу, але з часом його поширили на всіх молодих жінок, які кидали виклик соціальним стандартам. Американська письменниця й світська левиця Зельда Фіцджеральд стала популярною фігурою: її роман «Врятуй мене, вальс» (1932) популяризував думку про те, що «жінка може зробити все, що може зробити чоловік» без шкоди для жіночності.
Однак цей стиль критикували, асоціюючи з занепадом жіночої моралі. Флеперка стала стереотипом як жінка, яка «курила, пила, лаялася, швидко їздила, сповідувала вільне кохання та користувалася косметикою» і виявляла сексуальну незалежність.